# Orvin
Orvin je obec v okrese Bernský Jura v kantonu Bern ve Švýcarsku. Žije zde přibližně 1 200 obyvatel.

## Geografie

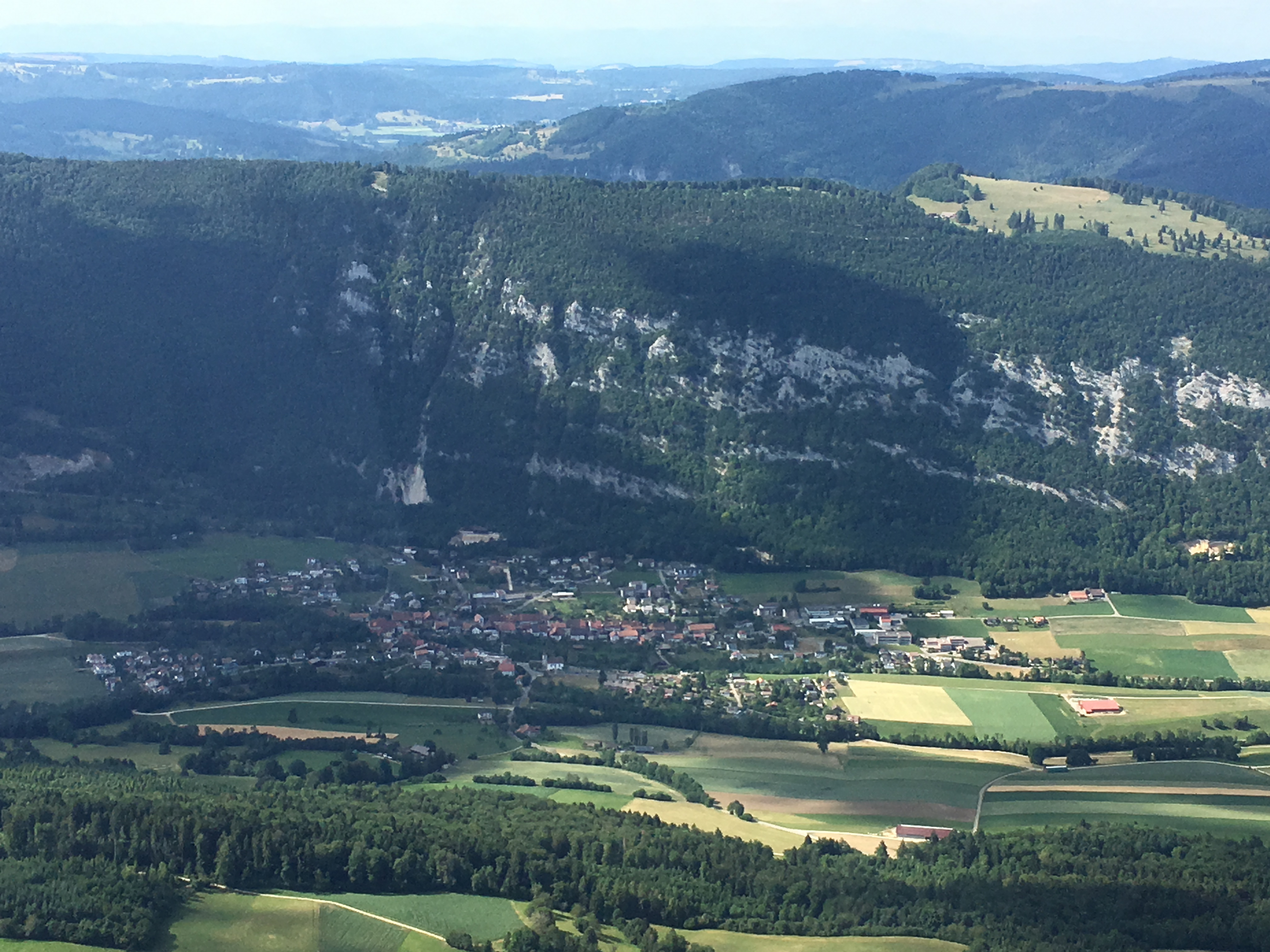
Pohled na obec z dáli

Orvin leží v nadmořské výšce 669 m, vzdušnou čarou 3 km severozápadně od města Biel/Bienne. Shluková vesnice se rozkládá v údolí říčky Orvine, pravostranného toku řeky Schüss (francouzsky Suze), v údolní kotlině v jižní části Jury.
Centrální část území obce o rozloze 21,4 km² tvoří údolní kotlina Orvin, která se svažuje k východu. Jižní hranici tvoří převážně zalesněná antiklinála hřebene Magglingen (až 1092 m n. m.). Na severu zasahuje území až k hřebeni nejvýchodnější části pohoří Chasseral, jehož jižní svah je zejména nad obcí velmi strmý a protkaný skalními pásmy, a je proto oblíbenou horolezeckou oblastí. Na hřebeni pohoří Chasseral byla tvrdá hornina během milionů let rozlámána a erodována, čímž vznikl severní a jižní hřeben. Mezi nimi se nachází antiklinální údolí, které již bylo vyčištěno až k další vrstvě tvrdé horniny. Tato klenba vytváří mezi oběma vnějšími hřbety třetí hřbet, Jobert (1314 m n. m.), po kterém probíhá severní hranice obce. Na širokém hřebeni řetězce Chasseral, který je s 1340 m n. m. nejvyšším bodem obce, se nacházejí rozsáhlé jurské vysokohorské pastviny s typickými mohutnými smrky stojícími buď jednotlivě, nebo ve skupinách. Na západě se obec rozkládá až k Mont Sujet (až 1337 m n. m.) a na dálném východě zasahuje až k řece Schüss mezi dvěma typickými jurskými soutěskami Taubenloch a Rondchâtel. V roce 1997 zaujímala 4 % rozlohy obce zastavěná plocha, 59 % lesy a lesy, 36 % zemědělské plochy a méně než 1 % tvořila neproduktivní půda.
K Orvinu patří osada Jorat (749 m n. m.) v údolní kotlině západně od obce, osada rekreačních a víkendových domů Les Prés-d'Orvin (1020 m n. m.) v panoramatické poloze na jižním svahu pohoří Chasseral vysoko nad obcí a několik samostatných farem. Sousedními obcemi Orvinu jsou Corgémont, Sonceboz-Sombeval, Péry-La Heutte, Sauge, Biel/Bienne, Evilard, Plateau de Diesse a Nods.

## Historie
V římských dobách procházela kolem dnešní vesnice částečně zpevněná cesta Vy d'Etra. První písemná zmínka o Orvinu pochází z roku 866 z listiny potvrzující zboží v Ulwincu klášteru Moutier-Grandval. Později se objevuje řada dalších jmen: Ulvingen (968), Ulvench (1179), Ulveins (1228). Z nich se vyvinul německý název Ilfingen přes přehlásku /u/ a přes otevření /u/ na /o/ a vývoj /l/ na /r/, francouzský název Orvin. Místní jméno sahá až ke germánskému osobnímu jménu Wulf, romanizovanému Ulf.
Až do roku 1797 patřila obec k panství Erguel, které podléhalo basilejskému knížecímu biskupství, i když větší vliv mělo občas i město Biel. V letech 1724, 1754 a 1801 padla řada domů za oběť požárům vesnice. V letech 1797–1815 patřil Orvin k Francii a zpočátku byl součástí départementu Mont-Terrible, který byl v roce 1800 připojen k départementu Haut-Rhin. Z rozhodnutí Vídeňského kongresu připadla obec v roce 1815 kantonu Bern. V době výstavby železnice se Orvin dostával do stále větší izolace. K územní změně došlo v roce 1880, kdy byla vesnice Pré de Macolin přičleněna k Evilardu.

## Obyvatelstvo

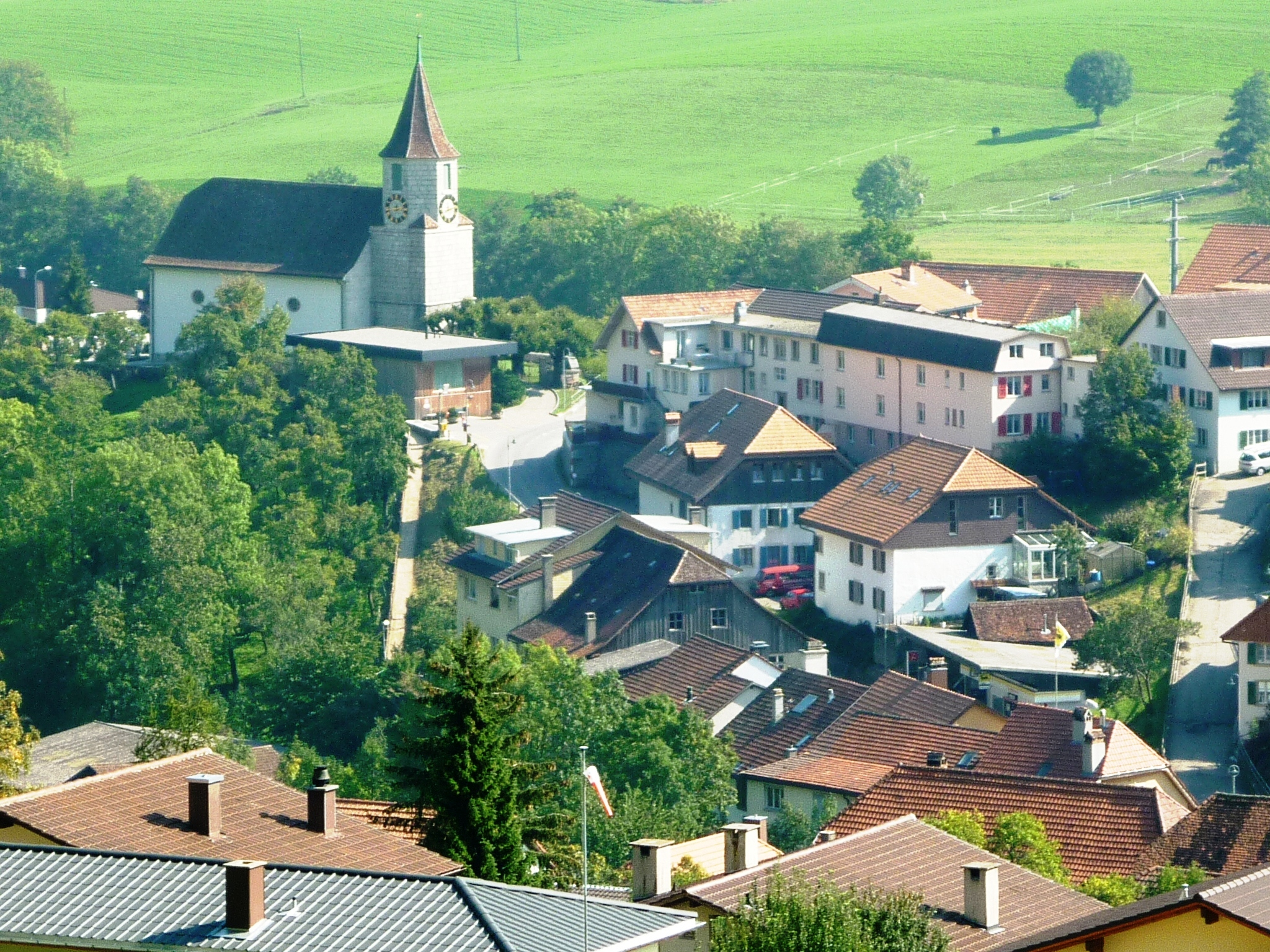
Centrum obce

K 31. prosinci 2021 v obci žilo 1218 obyvatel. Z celkového počtu obyvatel je 82,5 % francouzsky mluvících, 14,2 % německy mluvících a 1,1 % mluví albánsky (stav k roku 2000). V roce 1850 měl Orvin 659 obyvatel a v roce 1900 766. Od roku 1960 byl zaznamenán výrazný nárůst počtu obyvatel.
| Rok            | 1850 | 1900 | 1950 | 1960 | 1970 | 2000 |
| Počet obyvatel | 659  | 766  | 780  | 796  | 1034 | 1235 |

## Hospodářství
V Orvinu dříve převládalo zemědělství, v údolní nivě se pěstovala orná půda a sady, ve vyšších a stinnějších oblastech se nacházely louky a pastviny. Dnes je v zemědělství zaměstnáno pouze 12 % práceschopného obyvatelstva. Obec se stala rezidenční obcí s několika podniky v oblasti elektromechaniky, strojírenství, zpracování textilu a místními drobnými živnostníky. Mnoho lidí dojíždí za prací do města Biel/Bienne.

## Doprava
Obec leží na kantonální silnici z Frinvillier na náhorní plošinu Montagne de Diesse. Obec je napojena na síť veřejné dopravy autobusovou linkou provozovanou společností Bieler Verkehrsbetriebe (dříve Postauto), která jezdí z Bielu přes Frinvillier do Les Prés-d'Orvin.